# Deník z roku 1835 (Mácha)

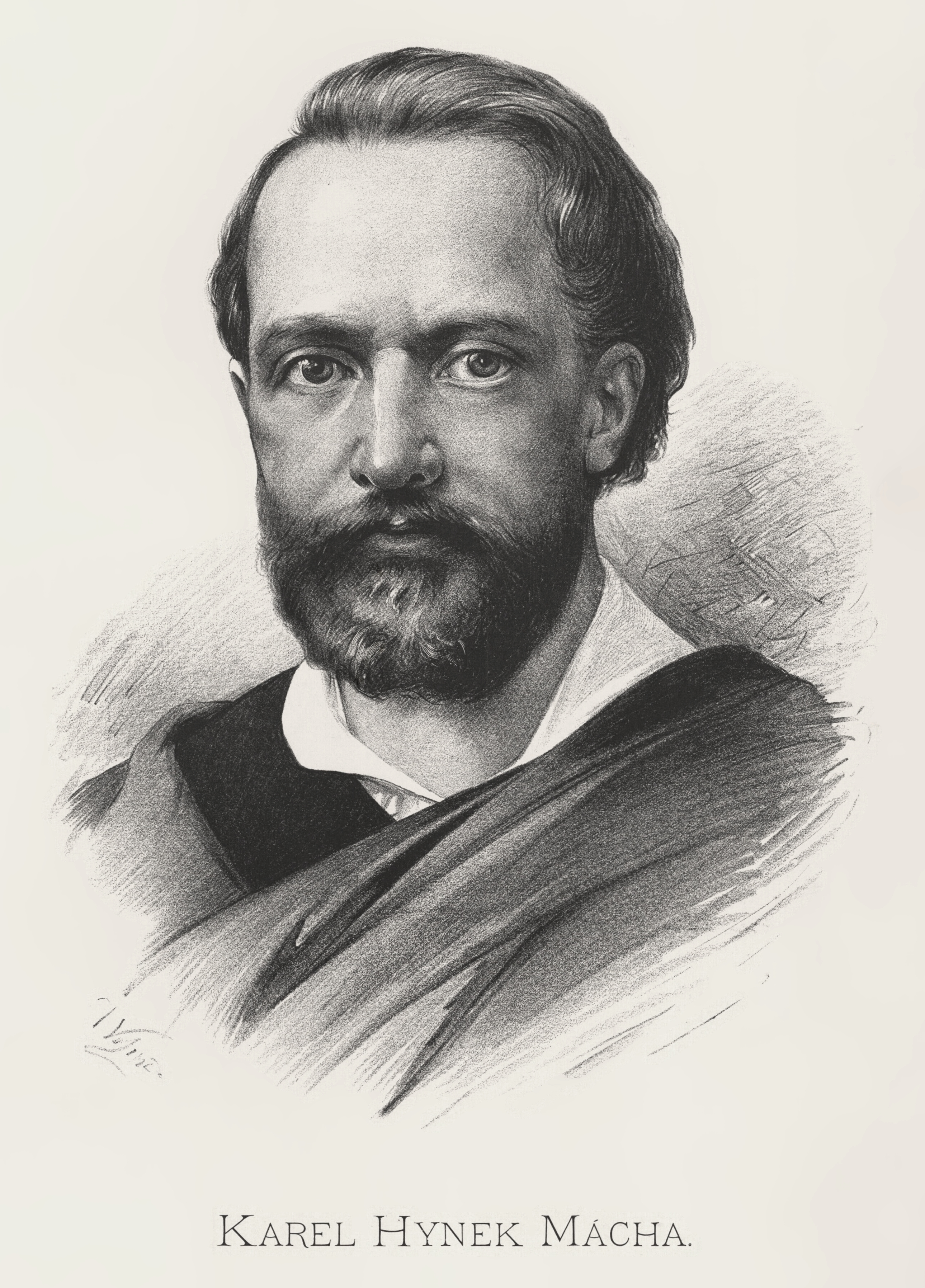
Portrét Karla Hynka Máchy od Jana Vilímka

Deník (často označovaný jako Tajný deník nebo Šifrový deník) napsal v roce 1835 Karel Hynek Mácha, český romantický básník. Po rozluštění šifrovaných částí došlo k diskusi o rozhodnutí zveřejnit soukromé záležitosti autora.

## Obsah
Deset stran rukopisu obsahuje 29 záznamů z období od 16. září do 18. listopadu 1835 (pět dalších záznamů přepsal Karel Sabina, tudíž je pravděpodobné, že rukopis je jen zlomkem) a zabývá se rozmanitými tématy: každodenní život, divadlo, Praha v době návštěvy císaře Ferdinanda a cara Mikuláše a psychologické pozadí Máchových vrcholných děl Máj a Cikáni; šifrované části pojednávají o intimním vztahu básníka k Eleonoře Šomkové a odhalují jeho panovačnost a žárlivost.

## Dešifrování
Šifru jako první rozluštil Jakub Arbes, který si v roce 1884 vypůjčil dvě stránky od spolku Umělecká beseda a výsledky publikoval roku 1886 v časopise Rozhledy literární. V dochovaném rukopisu se nachází v šifrovaných partiích celkem 4 421 znaků, z toho 38 různých. Šifru komplikovalo použití českého i německého jazyka a psaní každého druhého řádku zprava doleva.

## Kontroverze a publikování
Jako první si text šifrových pasáží přečetl Jakub Arbes a doporučil jej nezveřejňovat celý, protože „některé části týkající se nejchoulostivějších záležitostí není radno zveřejňovat“. Otázka vydání byla řešena u příležitosti oslav básníkova 100. výročí úmrtí v roce 1936. Skupina surrealistů a lingvistů (Roman Jakobson, Karel Teige, Vítězslav Nezval a Bohuslav Brouk) brojila proti básníkovu falešnému kultu a souhlasila se zveřejněním tajných částí deníku. Kompletní text vyšel až v 70. letech (avšak ne oficiálně v Československu) a v 80. letech byl široce distribuován. Správně dekódovaný a kriticky analyzovaný text byl poprvé publikován v roce 2007.